# Alto Imperio romano
Alto Imperio es el nombre con el que usualmente se conoce la primera mitad del periodo histórico que cubre el Imperio romano, y que comprende su auge, en plena expansión del modo de producción esclavista y de todas las expresiones de la civilización clásica, bajo el sistema de gobierno denominado Principado tal como lo estableció Octavio Augusto a finales del siglo I a. C., hasta la dinastía de los Severos. La expansión territorial (que ya era característica del periodo republicano) se continúa de hecho (anexión de zonas fronterizas en directo contacto con los pueblos bárbaros y con el Imperio parto), aunque en teoría expresada bajo conceptos de contención y consolidación más que de agresividad (Pax romana, limes). 

Imperio romano en tiempos de Trajano.

La progresiva extensión de la ciudadanía romana por las provincias, a medida que se fueron romanizando, incluyó la promoción de familias provinciales a los máximos honores y rangos sociales, hasta la misma dignidad imperial. La transformación fue sufrida por toda la cuenca del Mediterráneo, pero con notables diferencias en la mitad occidental (más latinizada) y oriental (donde continuó e incluso se profundizó la influencia helenística).
Tras alcanzar el Imperio su máximas dimensiones territoriales en la época de los Antoninos (siglo II), la crisis del siglo III abrió un periodo de decadencia que permite hablar de Bajo Imperio romano, con otras condiciones económicas y sociales (la transición del esclavismo al feudalismo), e incluso con otro sistema de gobierno (el Dominado).
La distinta valoración que implica la utilización de estos términos proviene de la misma percepción de los antiguos romanos, que ya desde los tiempos de la República tenían como tópico cultural la denuncia de la corrupción del tiempo presente (el O tempora, o mores de las Catilinarias de Cicerón) por contraste de las virtudes del tiempo pasado, en una concepción ajustada a su propia periodización de la historia (idealizada Edad de Oro inicial, Edad de Bronce de los héroes y corrupta Edad de Hierro de su presente, como expresó Virgilio).
La conciencia de la caída de su civilización está presente en los autores del siglo V (Agustín de Hipona, Orosio), que añaden las concepciones pesimistas en todo cuanto tenga que ver con el mundo terrenal propias del providencialismo cristiano (a cuyo éxito, por otra parte, sus contradictores atribuían la propia decadencia de Roma).
La historiografía moderna sobre esa diferencia entre las dos fases del Imperio se desarrolló sobre todo a partir del célebre libro de Edward Gibbon The History of the Decline and Fall of the Roman Empire (Historia de la decadencia y caída del Imperio romano, 1776-1788), y ha sido aplicado como modelo del desarrollo cíclico de todas las civilizaciones.